# Jogammanahalli, Hosadurga
Jogammanahalli là một làng thuộc tehsil Hosadurga, huyện Chitradurga, bang Karnataka, Ấn Độ.